# STS-47
STS-47 byla mise raketoplánu Endeavour. Celkem se jednalo o 50. misi raketoplánu do vesmíru a 2. pro Endeavour. Cílem letu mise stanice Spacelab.

## Posádka
- Robert L. Gibson (4) velitel
- Curtis L. Brown, Jr. (1) pilot
- Mark C. Lee (2) velitel užitečného zatížení
- N. Jan Davisová (1) letový specialista 2
- Jerome Apt (2) letový specialista 3
- Mae C. Jemisonová (1) letový specialista 4
- Mamoru Móri (1) specialista pro užitečné zatížení 1, JAXA

V závorkách je uvedený dosavadní počet letů do vesmíru včetně této mise.